# 적벽강
적벽강(赤壁江)은 금강의 다른 별칭으로 충청남도 금산군 부리면에 금강이 들어오면 이 구간을 적벽강이라고도 한다. 적벽강이라는 명칭은 그 주변의 바위가 붉다는 뜻에서 나온 이름이다. 적벽강의 근처에는 금산군 부리면에서 가장 높은 산인 성주산이 솟아 있다. 일설에는 중국의 양쯔강에 있는 적벽강과 닮아서 적벽강이라는 이름이 붙었다고 한다.

## 같이 보기
- 금강
- 부리면

## 참고 문헌
- 보관됨 2016-03-05 - 웨이백 머신
- 금산군 문화관광 보관됨 2016-03-05 - 웨이백 머신